# Bus Palladium
Pour les articles homonymes, voir Bus Palladium (homonymie) et Palladium (homonymie).
Le Bus Palladium est une discothèque située 6, rue Pierre-Fontaine, dans le quartier Saint-Georges du 9e arrondissement de Paris. Ouverte en 1965, sa fermeture a lieu le 23 avril 2022 pour démolition en vue de la construction d'un hôtel.

## Histoire

### Origines du site
À la Belle Époque, avant 1914, au 6 rue Fontaine, proche de la place Pigalle, existe un café-concert et restaurant nommé Princess's Soupers, dirigé par Victor Paris. Sur une publicité des années 1910, on peut lire « Ouvert toute la nuit - Où tout Paris s'amuse - Chants tziganes, danses, attractions - Les chansons de Mayol sont chantées et jouées au Princess's tous les soirs ». Le lieu fut successivement, un ancien Casino, puis l'Alcazar Fontaine, renommé le théâtre des Deux-Masques en 1906 et Théâtre de Cinématographe en 1907. Devenu les Folies Royales en 1908, puis le Princesse Théâtre en 1909, il redevient le théâtre des Deux-Masques en 1909 et enfin le cabaret de l'Abbé Constantin.
En 1929, Jack Landorff ouvre un club de jazz, le Cotton Club, s'inspirant du club du même nom situé à Harlem (New York). Sidney Bechet et Louis Armstrong y font des jam sessions. Les chanteuses Alberta Hunter et Mabel Mercer s'y produisent dans les années 1930.
Dans les années 1950, le lieu est devenu un cabaret, L'Ange rouge.

### Le Bus Palladium (1965-2022)
En 1965, James Arch, un jeune français épris de rock originaire d'Asnières, a l'idée de mettre en place un système de bus permettant aux jeunes de banlieue de se rendre dans les discothèques parisiennes, après une heure du matin. Par la suite, il décide de créer sa propre boîte de nuit, ouverte aux publics et non privée. Il loue le local du 6, rue Fontaine, et adopte le nom de Bus Palladium, d'après le nom de la célèbre boîte de New York, le Palladium (en), et ajoute le préfixe « bus », après qu'un article de Jacques Chancel intitulé « Des bus pour le Palladium » est paru, saluant son initiative. Ce nouvel établissement ouvre le 30 septembre 1965. Il n'y a pas de code vestimentaire et la programmation est tournée vers le rock. Il devient rapidement célèbre grâce à la venue, en octobre suivant, de Salvador Dalí qui y organise un banquet à l'eau plate, puis y revient, louant une partie du club. Le club doit fermer pour tapage nocturne fin février 1966 et le restera plusieurs années. 
Hervé Vilard fut l'un des premiers disc-jockey du Bus Palladium en 1965-1966, et ce afin de financer ses cours de chants, à sa sortie de l'orphelinat,,,. À 17 ans, il y chante son tube international Capri c'est fini. Il figura pendant la période « yé-yé » sur les flyers aux côtés de Johnny.
Le Bus Palladium rouvre sous son nom fin 1973, grâce à Sam Bernett, producteur et créateur de boîtes de nuit, comme le Rock 'n' Roll Circus, rue de Seine. Téléphone y enregistre son premier 45 tours en public en 1977. De 1981 à 1996, sous la direction de Richard Erman, Sylvie Jouffa organise le « Bus d'Acier » en partenariat avec la SACEM, remis au meilleur groupe ou chanteur de rock de l'année (Alain Bashung, Étienne Daho, Noir Désir et Indochine sont notamment primés). Sam Bernett s'efforce de maintenir une programmation rock, avec des disc-jockeys comme Sergio ; l'artiste Serge Gainsbourg est un client quotidien. Non programmés, des jams ont lieu avec Coluche ou Alain Bashung.
En 2010, le Bus est repris par Cyril Bodin qui tous les soirs programme des musiciens.
Le 18 février 2022, la direction annonce sur Facebook la fermeture définitive en mars 2022 de ce lieu et la démolition de l'immeuble l'abritant afin de faire place à un hôtel,.

## Dans la culture populaire

### Années 1960
L'année 1966 sacre le Bus Palladium comme la plus grande discothèque non privée d'Europe, en tous les cas, la plus prestigieuse. En témoigne la naissance de plusieurs chansons qui lui rendent hommage cette année-là :
- Qui est "in" qui est "out", de Serge Gainsbourg : mentionne le Bus Palladium[14],[6]. Il compose la musique et les chansons du téléfilm Anna, tourné en partie au Bus Paladium.
- Palladium, de Liz Brady[15] : chanson en français de The Hip, du groupe américain The Sparkles (en)) : « Le Palladium / C'est la nouvelle boîte / Et tout Paris en parle […] ».
- Inventaire 66, de Michel Delpech : « Un Tabarin en moins, un Palladium en bus ».
- Les Élucubrations d'Antoine, d'Antoine: « À Nounours il a dit : "Bonne nuit mon bonhomme", Il est parti danser le jerk au Palladium[16] ».
- Scopitone de la chanson Cara-Lin, du groupe Les 5 Gentlemen[17] y est tourné.
- Le Palladium , de Léo Ferré, dans son album Léo Ferré 1916-19.. : « Au Palladium, côté Pigalle, c'est pas London, mais on s'régale ».

En 1967, Anna, téléfilm musical de Pierre Koralnik, est programmé par l'ORTF, avec des scènes tournées dans le club, mais le film est déprogrammé.

### Années 1970
- 1974 : Bus Palladium, de Jean-Roger Caussimon,  sur son album enregistré à l'Olympia.

### Années 1980
- 1986 : Quelque chose en elle, de Frank Alamo qui l'évoque.

### Années 1990
- 1994 : Bus Palladium, de Diabologum, sur son album de  Le Goût du jour.

### Années 2010

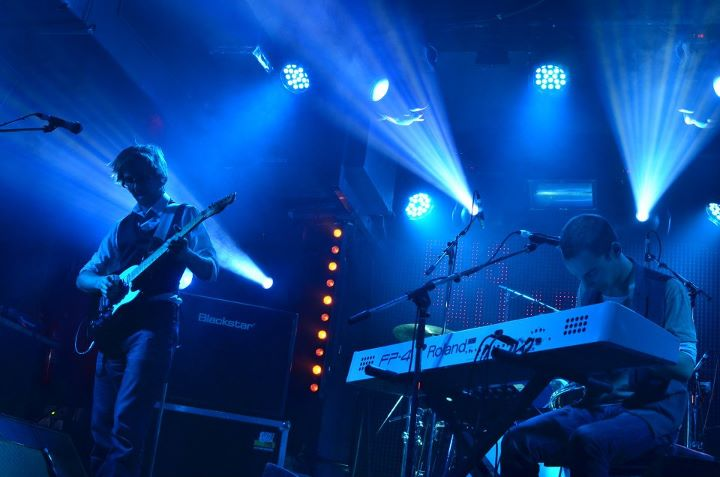
Concert en 2011.

#### Radio
- 2009 : Ouï love le Bus, émission de radio hebdomadaire diffusée sur Ouï FM, présentée par Nicolas Lespaule, et consacrée aux folles années du Bus Palladium.

#### Télévision
- 2010 :  La Folle Histoire du Palmashow, le DJ fictif David Sinclar interprété par Grégoire Ludig mixe dans certaines scènes de l'épisode dans le Bus Palladium.

#### Cinéma
- 2010 : Bus Palladium, réalisé par Christopher Thompson. Une scène est tournée dans la discothèque[6].
- 2017 : Rock'n Roll : Guillaume Canet, Yarol Poupaud et Kev Adams y apparaissent.

#### Musique
- 2017 : Bus Palladium, de Jean-Baptiste Maunier : neuvième des douze présentes de l'album Nuits revolver.
- 2017 : Bus Palladium, de Brigitte : « Viens je t'emmène au Palladium, On boira du rock'n'roll, Sur des vieux hits à la gomme ».

#### Littérature
- 2019 : Sérotonine, de Michel Houellebecq.
- 2022 : La nuit va nous perdre de Jean-Charles Dupuy, éditions Sonatine. L'auteur fut un des DJ historiques du Bus Palladium.